# Église de pèlerinage de Mariahilf à Passau

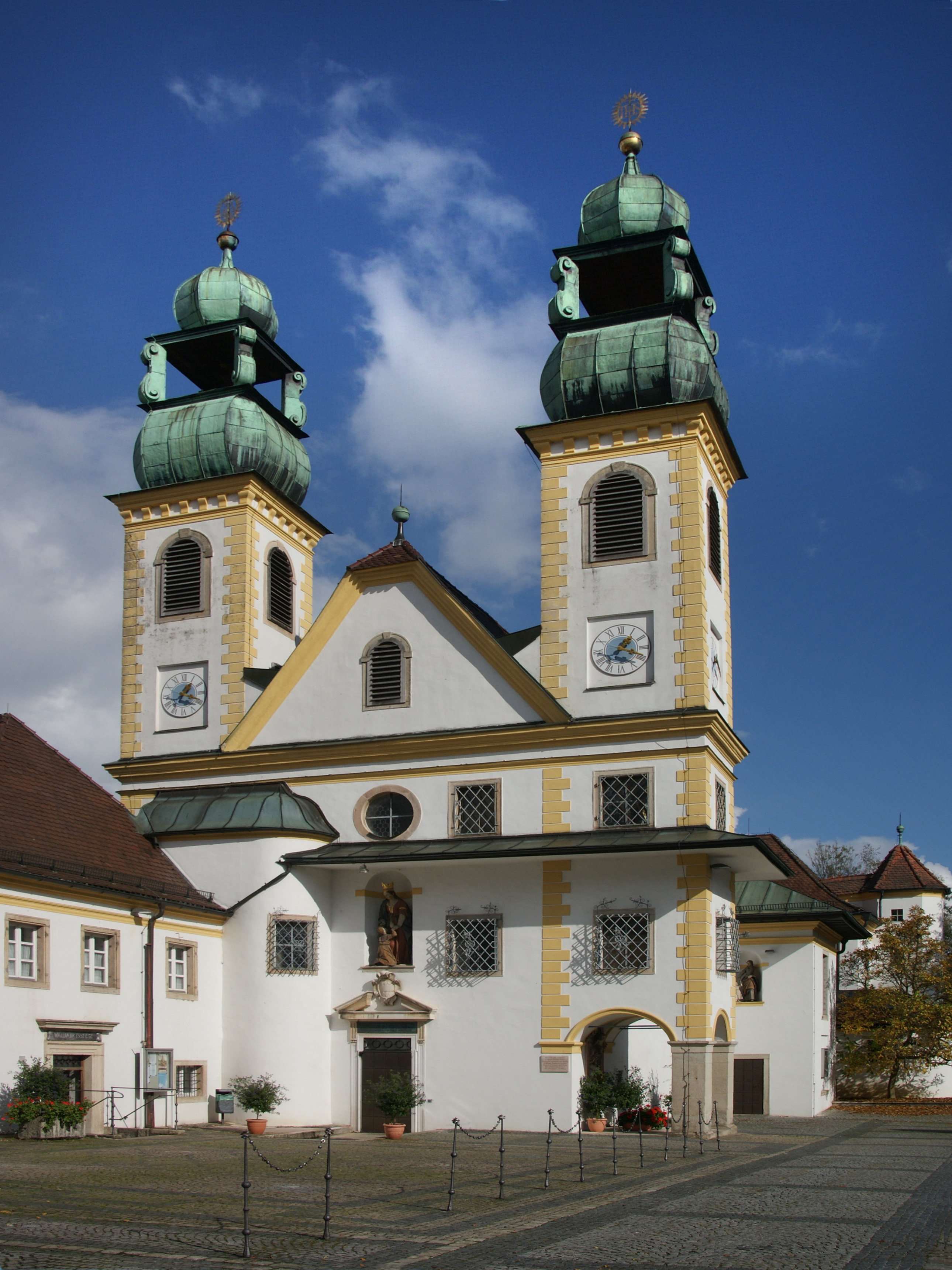
Façade de l'église de pèlerinage Mariahilf.

L'église de pèlerinage Mariahilf à Passau avec le monastère associé s'élève sur une colline au-dessus de l'Innstadt près de la frontière avec l'Autriche.

## Origine et bâtiments

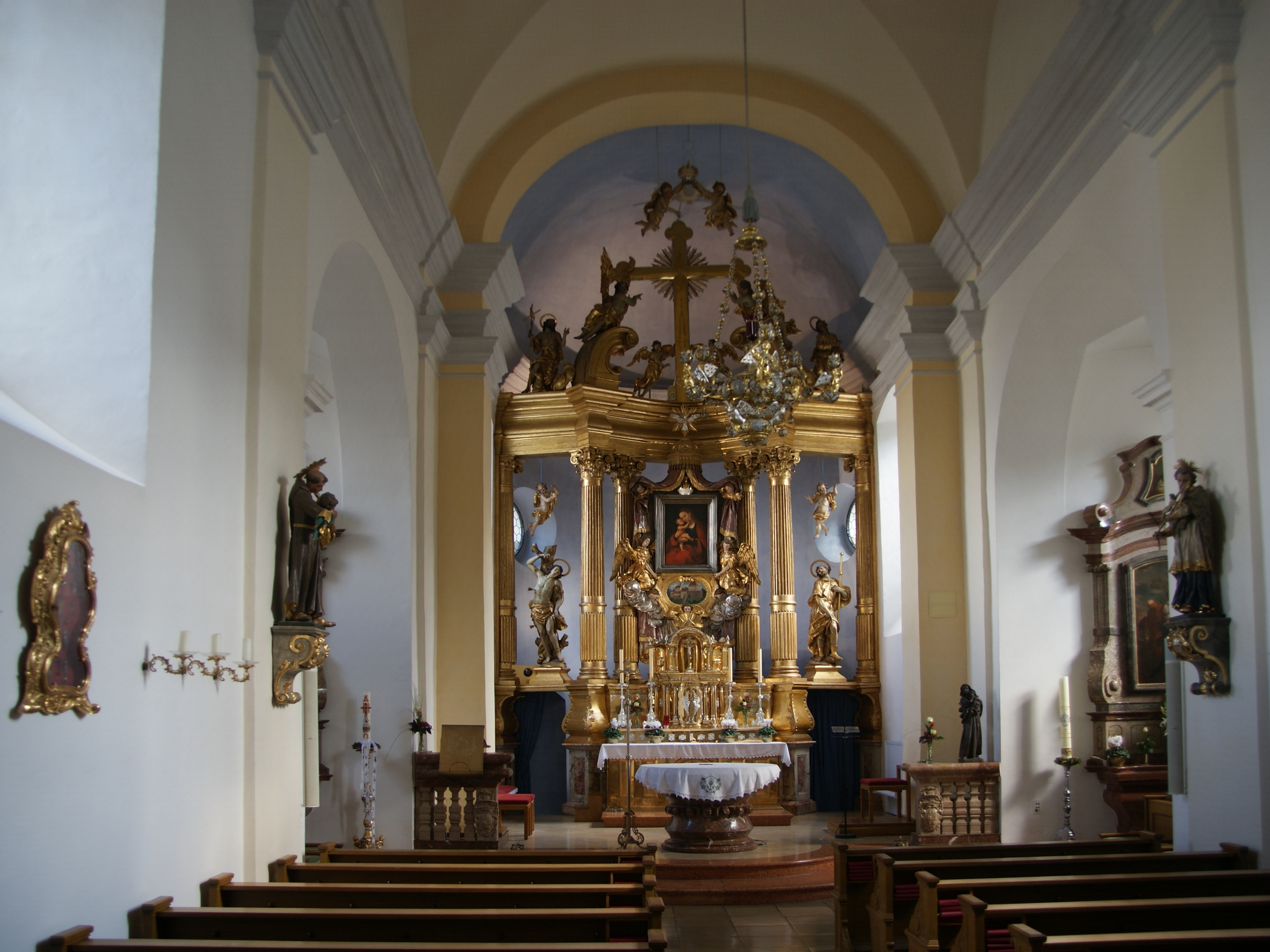
Intérieur de l'église.

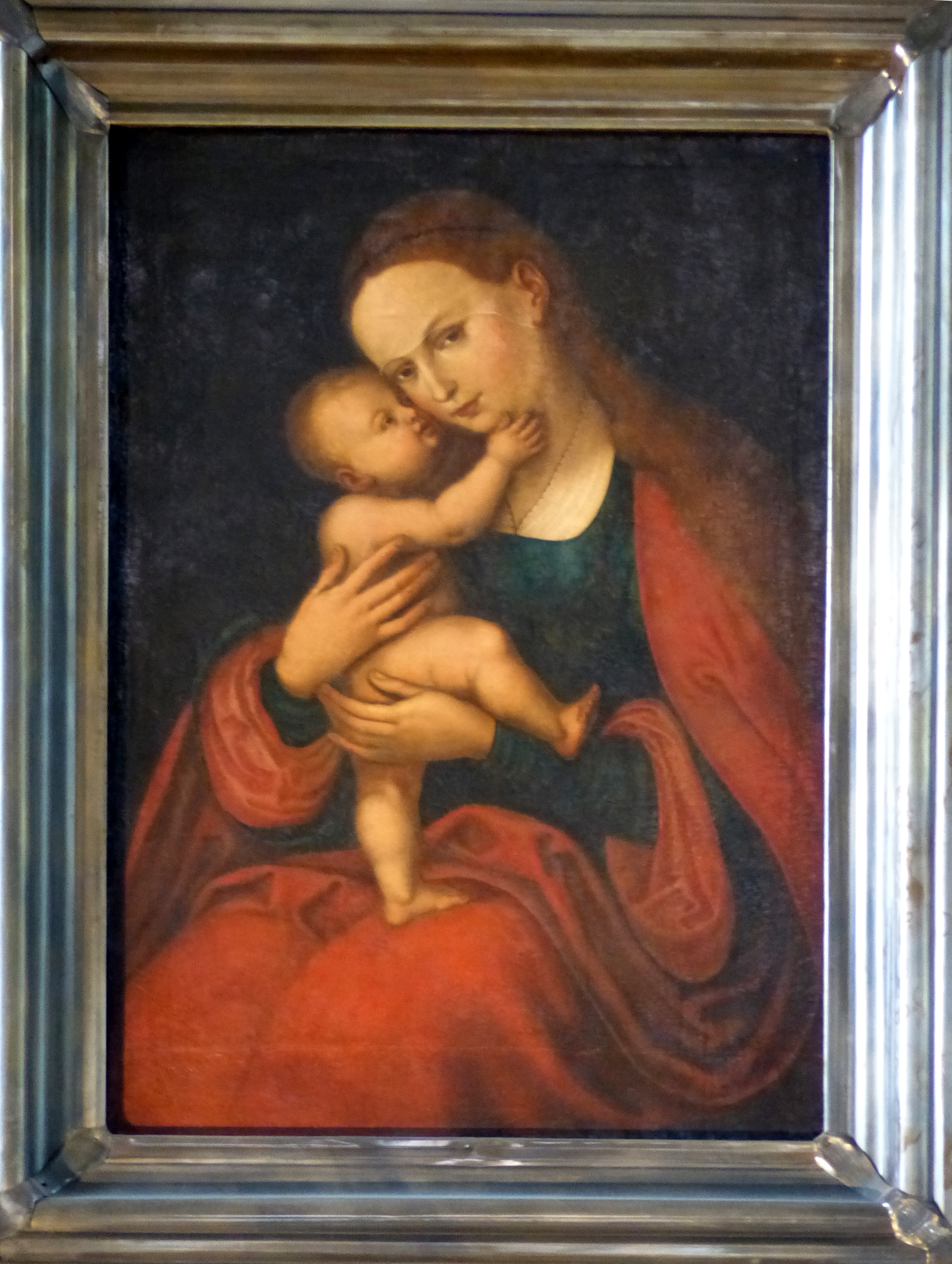
Portrait de la Vierge de Passau.

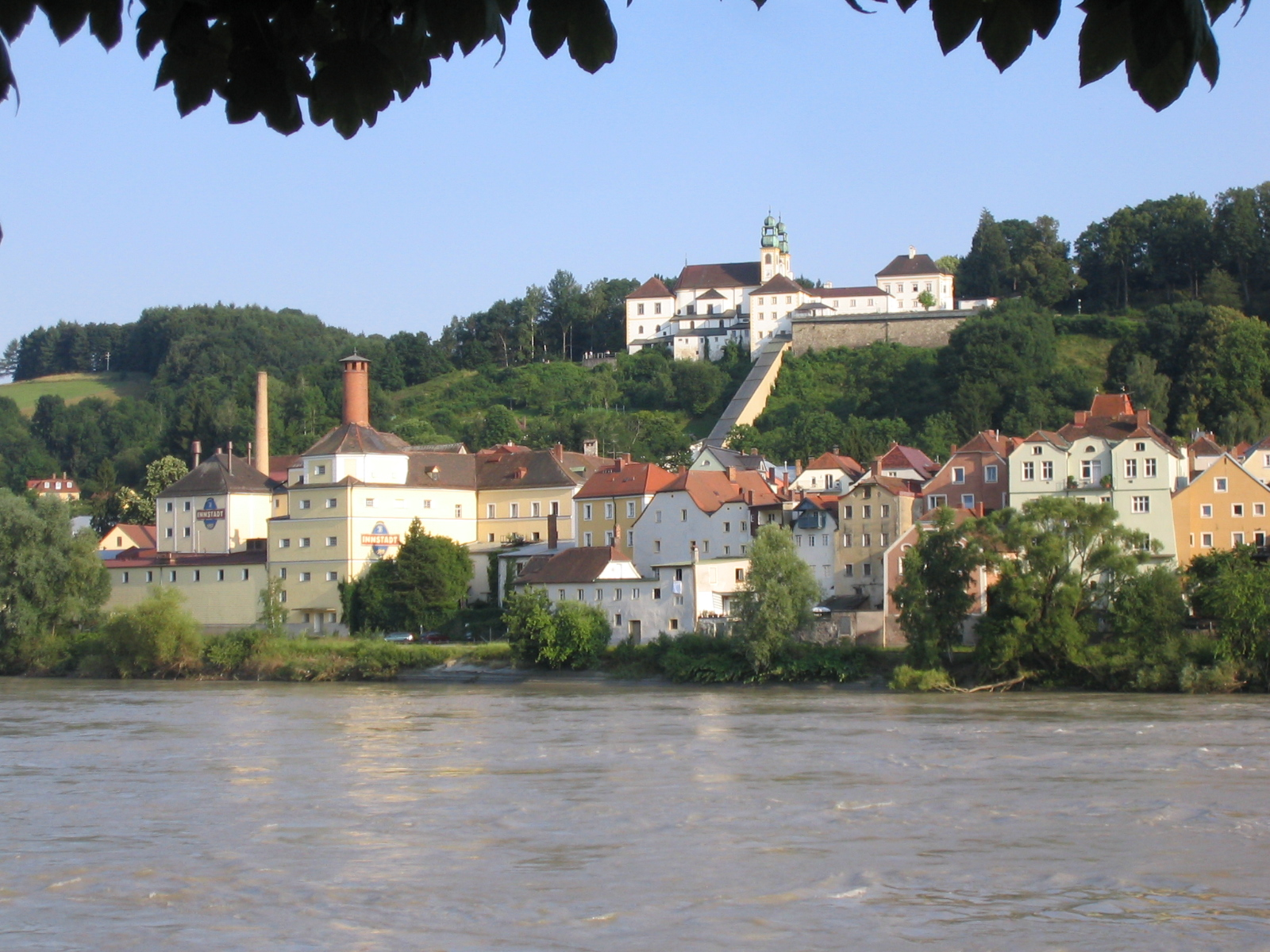
Le Mariahilfberg avec l'Innstadt et l'Inn au premier plan.

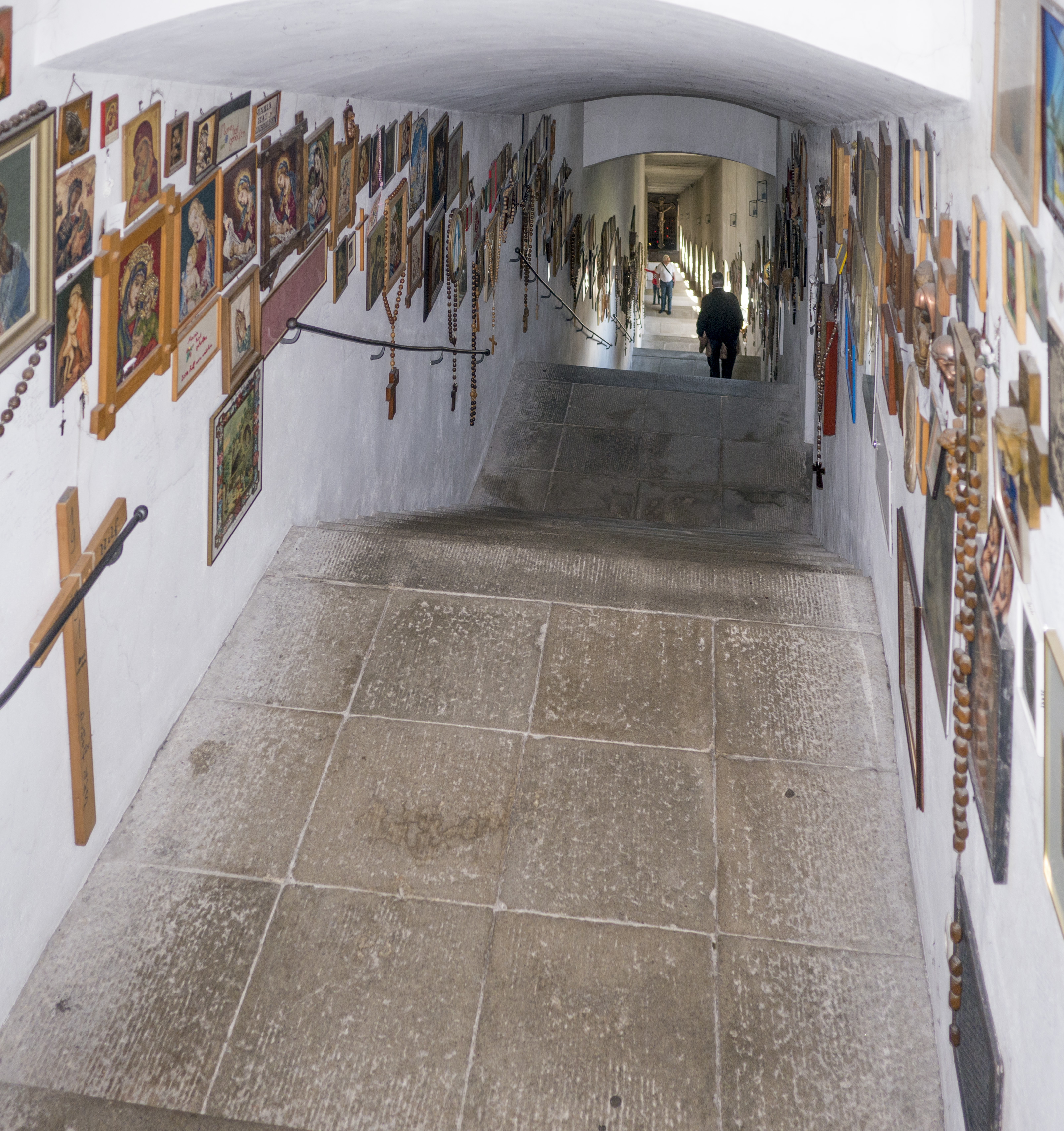
L'escalier de pèlerinage avec 321 marches.

Le pèlerinage a été initié en 1622 par Marquard von Schwendi lorsqu'il a fait construire une chapelle avec une image de la grâce de Marie, qu'un artiste de Passau, Pius, a exécuté en 1620 comme une copie de l'image de Mariahilf par Lucas Cranach l'Ancien. Le château des Schwendi est situé en face du portail de l'église de pèlerinage. L'église de pèlerinage elle-même a été construite en 1624-1627 par Francesco Garbanino ; les bulbes à flèche des tours n'ont été mis en place qu'en 1665. Le monastère et la fontaine Sainte-Anne jouxtent l'église. L'escalier couvert de pèlerinage au sommet de la colline, aménagé en 1628, comprend 321 marches. Il y a un crucifix baroque à l'entrée de l'escalier.
Le maître-autel de 1729 est caractérisé par l'image miraculeuse. Les autels latéraux datent de 1774 et montrent des œuvres de Joseph Bergler le Jeune. La nef centrale porte le Kaiserampel, une œuvre d'orfèvrerie de Lukas Lang d'Augsbourg. L'empereur Léopold Ier en fit don en 1676 à l'occasion de son mariage à Passau. Le trésor du pèlerinage est situé dans la sacristie. Les capucins ont pris en charge la pastorale du pèlerinage.

## Développement du pèlerinage
Lorsque Vienne fut assiégée par les Turcs en 1683, Léopold Ier s'enfuit à Passau ; le couple impérial a prié quotidiennement devant l'image miraculeuse pour être préservé de la menace turque. Lorsque la coalition chrétienne a remporté la bataille de Vienne sur le Kahlenberg sous la devise Maria Hilf ! l'image de Passau est devenue l'image emblématique de la monarchie des Habsbourg. Les armes capturées des Turcs vaincus lors de la bataille sont visibles dans le couloir confessionnel. 
La sécularisation entraîna la dissolution du monastère des Capucins en 1803 et l'arrêt généralisé des pèlerinages. En 1809, Passau est occupée par les troupes napoléoniennes ; sur le versant sud-est de la colline, on peut encore voir les remparts que Napoléon Ier avait fait construire en 1809 pour faire de Passau une forteresse contre l'Autriche.
Au cours de la restauration, des pèlerinages plus fréquents sont à nouveau autorisés et un pavillon pour les prêtres en pèlerinage est créé en 1831. Les Capucins reviennent en 1890. L'église est encore aujourd'hui un important lieu de pèlerinage. À l'automne 2002, les Pères paulins ont pris en charge l'église en tant que successeur des Capucins.